# Cycas tropophylla
Cycas tropophylla Hill & Yang, 2004 è una pianta appartenente alla famiglia delle Cycadaceae endemica del Vietnam
.

## Distribuzione e habitat
Questa specie è endemica Parco nazionale di Cat Ba e isole adiacenti in Vietnam..

## Conservazione
La IUCN Red List classifica C. tropophylla come specie prossima alla minaccia a causa dell'areale relativamente vasto.